# Canthon rzedowskii
Canthon rzedowskii är en skalbaggsart som beskrevs av Rivera-cervantes och Halffter 1999. Canthon rzedowskii ingår i släktet Canthon och familjen bladhorningar. Inga underarter finns listade.